# Clase Maine
La clase Maine fue una serie de tres acorazados: Maine, Missouri y Ohio, construida a principios del  siglo XX para la armada de los Estados Unidos. Su diseño estaba basado en el de la clase Illinois que los precedió. Estaban equipados con 4 cañones de 305 mm y 16 cañones de 152 mm y podían alcanzar una velocidad de 18 nudos (33 km/h; 21 mph), un aumento significativo respecto de la clase Illinois.
Los tres buques de esta clase sirvieron en una gran número de misiones durante su servicio activo. El Maine y el Missouri fueron asignados a la Flota del Atlántico mientras que el Ohio prestó servicio en la con la Flota asiática entre 1904 y 1907. Todos ellos participaron en el crucero de la Gran Flota Blanca. Posteriormente el Missouri operó como barco escuela y el Ohio participó en la intervención americana durante la Revolución mexicana, en 1914. Durante la Primera Guerra Mundial los tres buques sirvieron como barcos escuela y fueron dados de baja a su finalización, entre 1919 y 1920, para ser luego vendidos y desguazados para chatarra, entre 1922 y 1923.

## Diseño
En 1897 la armada tenía cinco acorazados en construcción y ningún programa de ampliación de la flota para 1898. Tras la destrucción del crucero acorazado Maine en el puerto de La Habana y la subsiguiente declaración de guerra a España, el 25 de abril de 1898, se presentó un programa de expansión naval en el Congreso de los Estados Unidos. Este programa urgía la construcción de tres nuevos acorazados, el primero de los cuales sería bautizado como Maine en honor del navío destruido en La Habana. La Junta de Construcción  defendió un diseño basado en el Iowa, armado con cañones de 330, 203, y 152 mm, mientras que otras propuestas argumentaban que una versión mejorada de la clase Illinois, con cañones de 305 mm y capaz de alcanzar los 16 nudos (30 km/h; 18 mph), aceleraría los trabajos de construcción.
La invención de la pólvora sin humo permitía utilizar cañones más pequeños y proyectiles con mayor velocidad de salida, consecuentemente la armada diseñó un nuevo cañón de 305 mm que utilizaría ese propelente. También se incorporaron al diseño los nuevos avances en blindaje, como el blindaje Krupp, desarrollado en Alemania, que era mucho más eficiente que el blindaje Harvey usado hasta entonces. Otra de las novedades fue el uso de calderas acuotubulares, más eficientes y menos voluminosas que las antiguas pirotubulares.
Poco después de que se autorizase la  construcción de los tres navíos de esta clase, la armada descubrió que el acorazado ruso Retvizan, en construcción por aquel entonces en los astilleros William Cramp & Sons de Filadelfia, sería capaz de navegar a 18 nudos (33 km/h; 21 mph),  2 nudos (3.7 km/h; 2.3 mph), más rápido que los Maine. La armada requirió entonces a los contratistas para que mejorasen el diseño de los Maine de modo que lograsen igualar la velocidad del nuevo acorazado ruso. Las propuestas de William Cramp & Sons y de Newport News Shipbuilding & Drydock Company consistían en un aumento de la eslora y reducción de la manga del buque para hacerlo más hidrodinámico, así como un aumento de la potencia de su planta motriz. Finalmente, el diseño de Newport sería el elegido para la construcción de los nuevos barcos.

### Maquinaria y características generales

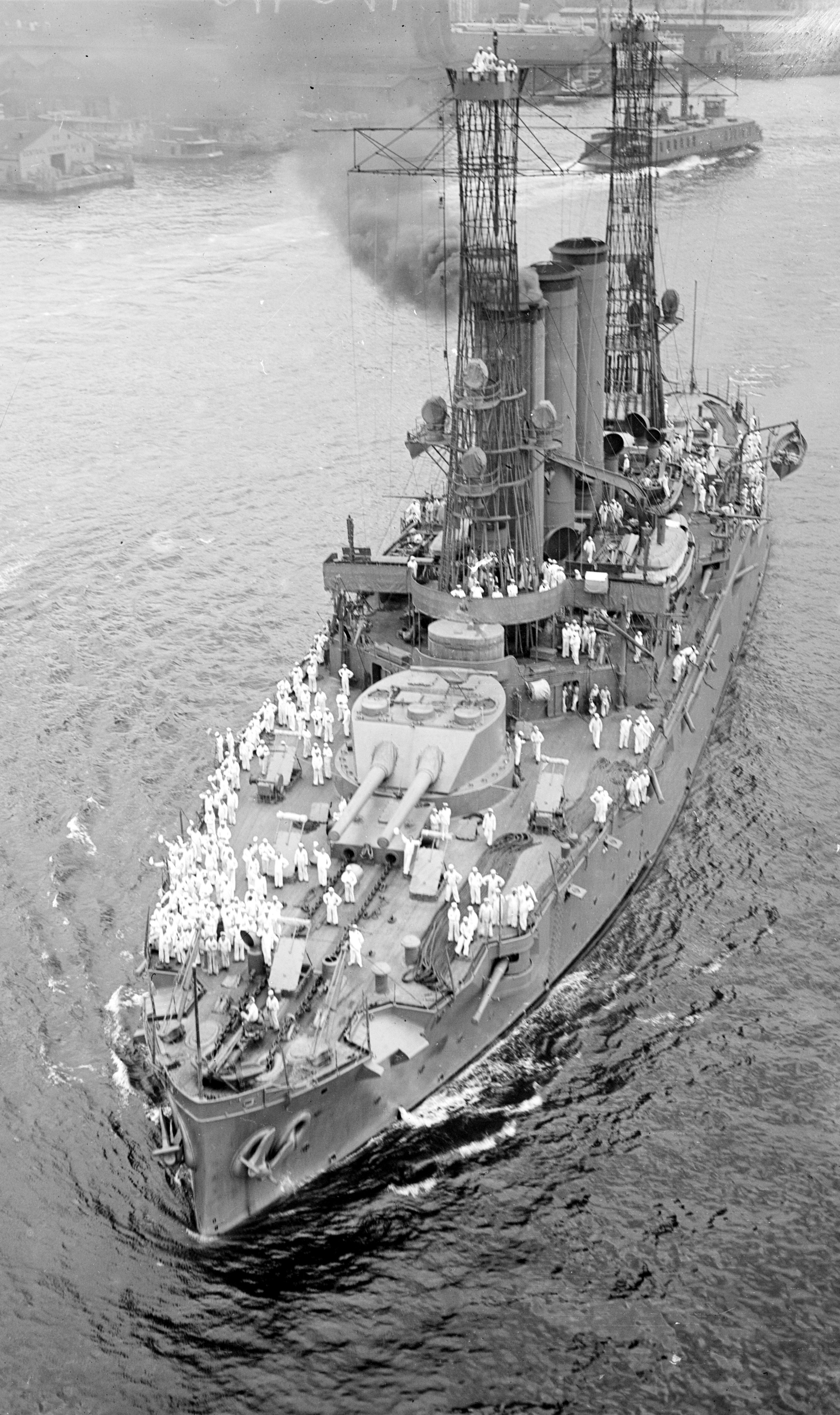
Maine en 1916

Los barcos de la clase Maine medían 118 m de eslora, 22,02 m de manga y 9 m de calado. Desplazaban 13.900 toneladas a plena carga y su tripulación constaba de 779 oficiales y marineros.
Estaban propulsados por dos ejes de hélices, que eran movidas por doce calderas de carbón Thornycroft en el Missouri y Ohio, y veinticuatro calderas Niclausse en el Maine, las cuales desalojaban los humos de la combustión por tres chimeneas situadas en el centro del buque. La velocidad máxima era de 18 nudos (33 km/h; 21 mph), aunque el  Ohio solo fue capaz de alcanzarlos durante sus pruebas de mar, y su autonomía rondaba los 10.000 km a una velocidad de  10 nudos (19 km/h; 12 mph). Llevaban solo un timón y el radio de giro era de 320 m a 10 nudos.

### Armamento
Estaban armados con una batería principal de 4 cañones de 305 mm en 2 torretas gemelas a proa y a popa del buque, que disparaban proyectiles de 390 kg, con una velocidad de salida de 730 m/s. Las torretas tenían un ángulo de elevación de entre -5 y 15 grados, pero los cañones debían retornar a la posición horizontal para poder ser recargados.
Las baterías secundarias contaban con 16 cañones de 152 mm en casamatas situadas en el casco.  Disparaban proyectiles de 48 kg a 850 m/s. Para la defensa cercana contra barcos torpederos, llevaban 6 cañones de 76 mm en casamatas a lo largo del lado del casco, 8 cañones de 3 libras y 6 cañones de 1 libra. Como era habitual en los buques de la época, estaban equipados con 2 tubos lanzatorpedos de 457 mm en el casco y bajo la línea de flotación. Inicialmente estuvieron armados con torpedos Mark II  Whitehead, que transportaban una carga explosiva de 64 kg, con un alcance de 730 m a una velocidad de 27 nudos (50 km/h; 31 mph).

### Blindaje
Su cinturón blindado principal era de 279 mm de grosor en torno a las santabárbaras y sala de máquinas y de solo 140 mm en el resto. Se extendía 0,99 m por encima y  1,30 m por debajo de la línea de flotación. Las torretas principales tenían 305 mm de blindaje en su cara frontal y el puente estaba protegido por 254 mm de blindaje en los costados y 51 mm en el techo.

## Historial de servicio
Después de la entrada en servicio del Maine y el Missouri,  se asignaron a la Flota del Atlántico, mientras que el Ohio, construido en la costa oeste de los Estados Unidos, fue enviado como buque insignia a la Flota Asiática, con base en Filipinas. En abril de 1904, un incendio en una de las torretas artilleras mató a 36 hombres del Missouri. La rápida intervención de tres miembros de la tripulación logró contener el fuego antes de que alcanzase a la munición. Por esa valerosa acción les fue concedida la Medalla de honor. En 1907 el Ohio regresó del Pacífico occidental y se unió a sus gemelos en la Flota Atlántica. Durante este periodo el Maine sirvió como buque insignia hasta su relevo en abril de 1907.

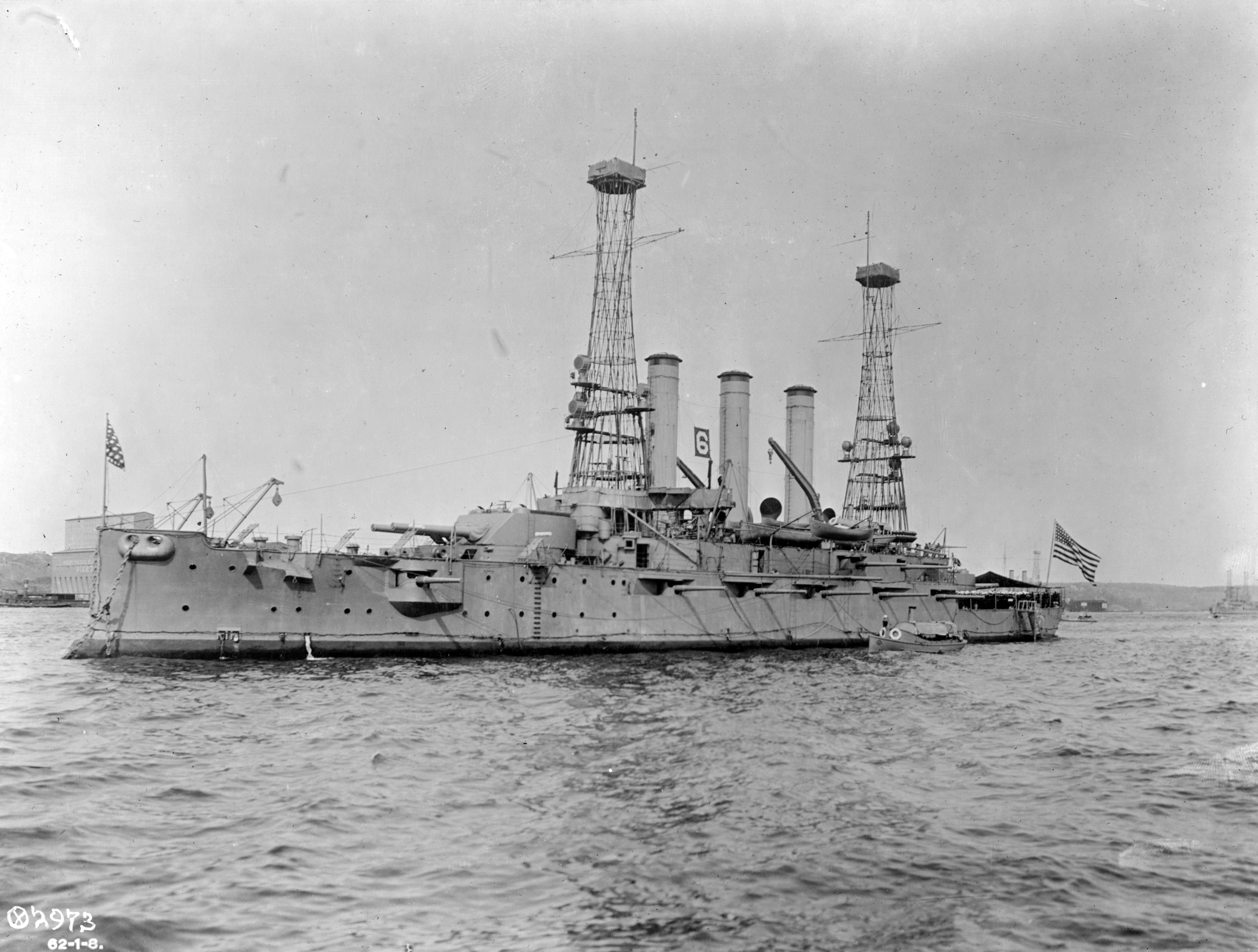
El USS Missouri en 1912

En diciembre de 1907, los tres barcos y los otros acorazados en la Flota del Atlántico iniciaron en Hampton Roads, Virginia, el crucero de la Gran Flota Blanca. La flota navegó hacia el sur, bordeó el cabo de Hornos y se dirigió otra vez al norte, hacia la costa oeste de los Estados Unidos. El Maine y el Alabama se separaron de la flota a causa de su excesivo consumo de carbón y completarían una versión reducida del periplo. El resto de los barcos prosiguieron con la singladura, atravesaron el Pacífico y visitaron Australia, Filipinas, y Japón, antes de continuar hacia el océano Índico. Continuaron por el canal de Suez y el mar Mediterráneo antes de regresar a Hampton Roads el 22 de febrero de 1909 para una revisión naval con el presidente Theodore Roosevelt.
Durante los seis años siguientes, los tres barcos no realizaron acciones de gran relevancia. El Missouri pasó la mayor parte de ese periodo fuera de servicio, siendo reactivado solamente para los cruceros de entrenamiento de los cadetes de la Academia Naval de los Estados Unidos. En 1914, el Ohio fue enviado a aguas de México para proteger los intereses americanos en aquel país durante la Revolución mexicana. Después de que los Estados Unidos entraron en la Primera Guerra Mundial tras la declaración de guerra a Alemania, el 6 de abril de 1917, los tres Maine sirvieron como buques escuela y, tras la rendición alemana en 1918, el Missouri actuó como transporte para repatriar las tropas estadounidenses desde Francia. Los tres barcos permanecieron muy poco tiempo en el servicio activo tras el fin de la guerra. El Ohio se dio de baja en enero de 1919, el Missouri en septiembre de ese mismo año y el Maine en mayo de 1920. Los tres fueron desguazados en 1923.